# Helmut Knebel
Helmut Knebel (* 24. September 1947 in Salzgitter) ist ein deutscher SPD-Politiker und war von 2001 bis 2006 Oberbürgermeister der Stadt Salzgitter.
Knebel studierte 1967–1970 an der Pädagogischen Hochschule Braunschweig Mathematik, Werken und kath. Religion und war im Anschluss Lehrer an verschiedenen Salzgitteraner Schulen, seit 1994 auch Schulleiter einer Realschule. 1998 wurde er als Abgeordneter in den niedersächsischen Landtag gewählt. Mitglied der SPD ist er seit 1969.
2001 trat Knebel als Kandidat für das Oberbürgermeisteramt bei der Kommunalwahl an, wobei erstmals die traditionelle Doppelspitze an der Spitze der Verwaltung (Oberbürgermeister und Oberstadtdirektor) aufgegeben wurde. Als Oberbürgermeister trat Knebel die Nachfolge des CDU-Politikers Rudolf Rückert an.
Bei der Wahl des Oberbürgermeisters am 10. September 2006 verfehlte Knebel jedoch die erforderliche absolute Mehrheit der Stimmen, um im ersten Wahlgang wiedergewählt zu werden. Dadurch wurde eine Stichwahl gegen den Kandidaten der CDU Frank Klingebiel nötig. Diese wurde am 24. September durchgeführt. Dabei unterlag Knebel mit 48,3 % der Stimmen. Am 31. Oktober 2006 schied Knebel aus dem Amt des Oberbürgermeisters. Dem Rat der Stadt gehört Knebel nicht an, da er nach der Wahlniederlage sein Mandat nicht annahm. Auch der Wahl und Vereidigung seines Nachfolgers im Amt des Oberbürgermeisters blieb Knebel bei der konstituierenden Sitzung des Rats am 1. November 2006 fern.
| Vorgänger      | Amt                                        | Nachfolger       |
| -------------- | ------------------------------------------ | ---------------- |
| Rudolf Rückert | Oberbürgermeister von Salzgitter 2001–2006 | Frank Klingebiel |

| Personendaten    | Personendaten             |
| ---------------- | ------------------------- |
| NAME             | Knebel, Helmut            |
| KURZBESCHREIBUNG | deutscher Politiker (SPD) |
| GEBURTSDATUM     | 24. September 1947        |
| GEBURTSORT       | Salzgitter                |